# Ed Pastor
Edward Lopez Pastor, dit Ed Pastor est un homme politique américain né le 28 juin 1943 à Claypool (Arizona, États-Unis) et mort le 27 novembre 2018 à Phoenix (Arizona, États-Unis). Il est représentant du 2e district de l'Arizona de 1991 à 2003 et du 7e district de l'Arizona de 2003 à 2015, renommé 4e district de 2003 à 2013.